# Incentív utazás
Incentiv utazás (angolul:incentive tour) azaz ösztönző utazást jelent, vagy jutalomutazást. A nagyvállalatok dolgozóinak jutalmazására drága és különleges utazásokat rendelnek meg az ilyen utaztatásra felkészült utazási irodáktól. Jellemzői a különlegesség, az igényesség és a magasabb fajlagos költés.  Ez a forma hatalmas ütemben fejlődik. Az USA-ban már az 1980-as években 6-700 000 utazás volt ilyen célból Európában még csak ennek a 10-15%-a volt az incentiv utazások száma. Az incentiv túrát szervező vállalatok véleménye szerint a résztvevők rászolgálnak arra, hogy VIP vendégnek tekintsék őket.
A vállalatok általában munkaversenyeztetés fő díjaként szerveznek incentív utazást. A munkaverseny célja a termelés fokozása, illetve az eladás ösztönzése (pl. az ügynökök, munkacsoportok számára.)